# گیتا گرکانی
گیتا دردی زاده گرکانی، نویسنده، مترجم و پژوهشگر ایرانی ادبیات کودکان و نوجوانان است.  

## جوایز
- جایزهٔ بهترین ترجمهٔ رمان نوجوانان جشنواره کانون پرورش فکری کودکان و نوجوانان ۱۳۸۳ برای رمان ژانوس ستاره آرزو[۳]
- فصل آخر؛ داستان بلند برگزیده سومین دوره جایزهٔ ادبی پروین اعتصامی[۴][۵]

## آثار ترجمه
- ژانوس، ستاره ی آرزو، نوشته‌ی آنتونی هوروویتس، انتشارات کاروان، ۱۳۸۲ [۶]
- گروش‍ام گ‍ری‍ن‍چ و ج‍ام ن‍ح‍س، نوشته‌ی آنتونی هوروویتس، انتشارات کاروان، ۱۳۸۲ [۷]
- اتوب‍وس شب‌رو، نوشته‌ی آنتونی هوروویتس، انتشارات کاروان، ۱۳۸۴ [۸]
- کلبه‌ی نحس، نوشته‌ی آنتونی هوروویتس، انتشارات کاروان، ۱۳۸۵ [۹]
- ترس، نوشته‌ی آنتونی هوروویتس، نشر کندر، ۱۳۹۰ [۱۰]
- مادربزرگ، نوشته‌ی آنتونی هوروویتس، م‍وس‍س‍ه‌ی ف‍ره‍ن‍گ‍ی ه‍ن‍ری ن‍وروز ه‍ن‍ر‏‫، ۱۳۸۰ [۱۱]
- شیطان و پسرکش، نوشته‌ی آنتونی هوروویتس، م‍وس‍س‍ه‌ی ف‍ره‍ن‍گ‍ی و ه‍ن‍ری ن‍وروز ه‍ن‍ر‏‫، ۱۳۸۰ [۱۲]
- دورب‍ی‍ن ق‍ات‍ل، نوشته‌ی آنتونی هوروویتس، نشر ای‍ران‌ب‍ان‏‫، ۱۳۸۴ [۱۳]
- ستاره‌ی اهریمنی، نوشته‌ی آنتونی هوروویتس، کتابسرای تندیس، ‏‫۱۳۹۰ [۱۴]
- نکروپلیس، نوشته‌ی آنتونی هوروویتس، کتابسرای تندیس، ‏‫۱۳۹۱ [۱۵]
- الکس رایدر، نوشته‌ی آنتونی هوروویتس
  1. دو صفر هیچ، انتشارات کاروان، ۱۳۸۵ [۱۶]
  2. مدرسه‌ی شوم، انتشارات کاروان، ۱۳۸۵ [۱۷]
  3. گذرگاه اسکلت، انتشارات کاروان، ۱۳۸۷ [۱۸]
  4. حمله‌ی عقاب، انتشارات کاروان، ۱۳۸۷ [۱۹]
  5. اسکورپیا، انتشارات آوای روزان، ۱۳۹۵ [۲۰]
  6. آرک اینجل، انتشارات آوای روزان‏‫، ۱۳۹۵ [۲۱]
- زندگی پی، نوشته‌ی یان مارتل، نشر علم، ۱۳۸۳ [۲۲]
- حادث‍ه‌ای ع‍ج‍ی‍ب ب‍رای س‍گ‍ی در ش‍ب، نوشته‌ی مارک هادون، انتشارات کاروان، ۱۳۸۴ [۲۳]
- ان‍گ‍ش‍ت ج‍ادوی‍ی، نوشته‌ی رولد دال، نشر چشمه، ۱۳۷۸ [۲۴]
- لاکپشت، نوشته‌ی رولد دال، نشر چشمه، ۱۳۷۸ [۲۵]
- غ‍ول ب‍زرگ م‍ه‍رب‍ان، نوشته‌ی رولد دال، نشر چشمه، ۱۳۷۹ [۲۶]
- داس‍ت‍ان‌ه‍ای ن‍ام‍ن‍ت‍ظره، نوشته‌ی رولد دال، انتشارات کاروان، ۱۳۸۴ [۲۷]
- جی‍م‍ز و ه‍ل‍وی غ‍ول‌پ‍ی‍ک‍ر، نوشته‌ی رولد دال، انتشارات کاروان، ۱۳۸۵ [۲۸]
- ک‍اف‍ک‍ا در س‍اح‍ل، نوشته‌ی هاروکی موراکامی، انتشارات کاروان، ۱۳۸۶ [۲۹]
- انسان‌ها، هیچ‌جا خانه نمی‌شود، نوشته‌ی مت هیگ، نشر هیرمند، ‏‫۱۳۹۴ [۳۰]
- دلایلی برای زنده ماندن، نوشته‌ی مت هیگ، انتشارات علمی و فرهنگی، ‏‫۱۳۹۶ [۳۱]